# Gilbert U-238 Atomic Energy Laboratory
Gilbert U-238 Atomic Energy Lab («Лабораторія дослідження атомної енергії з ураном-238») — ігровий лабораторний набір, розроблений Альфредом Карлтоном Гілбертом, американським легкоатлетом, фокусником, виробником іграшок, підприємцем і винахідником добре відомих наборів Erector Set і Chemistry set. Набір U-238 Energy Lab A. C. Gilbert Company представила 1950 року. Він покликаний був надати дітям можливість проводити і спостерігати ядерні й хімічні реакції, використовуючи радіоактивні матеріали.
Набір включав камеру Вільсона, що дозволяє спостерігати альфа-частинки, які летять зі швидкістю 12 000 миль за секунду, спінтарископ, що показує результати радіоактивного розпаду на флюоресцентному екрані і електроскоп, що вимірює радіоактивність зразків з набору. Ця іграшка є небезпечною через вміст радіоактивних матеріалів, однак Гілберт стверджував протилежне.
На відміну від інших хімічних наборів Гілберта, які продавала компанія, U-238 Energy Lab не набув популярності і продавався тільки в 1950 і 1951 роках.

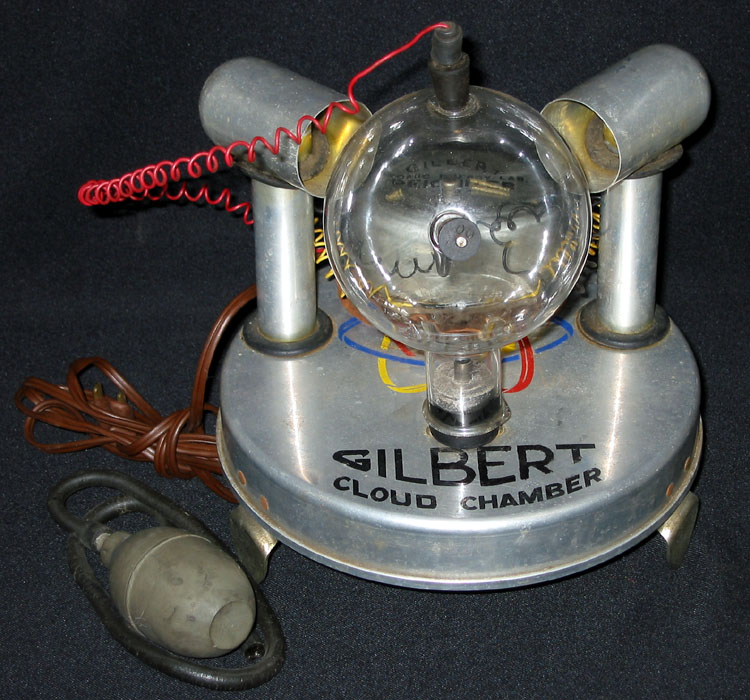
Туманна камера Гілберта, в зборі

## Опис
Набір спочатку коштував 49,50 дол. і містив:
- Лічильник Гейгера
- Електроскоп
- Спінтарископ
- Камеру Вільсона
- Джерела слабкої радіації:
  - чотири зразки уранової руди
  - джерело альфа-частинок (Pb-210 і Po-210)[5]
  - джерело бета-частинок (Ru-106(інші мови))
  - джерело гамма-випромінювання (можливо Zn-65(інші мови))
- Набір куль для виготовлення молекулярних моделей альфа-частинок
- Prospecting for Uranium (Розвідка Урана) — книга
- Gilbert Atomic Energy Manual — посібник користувача
- Learn How Dagwood Split the Atom (Дізнайтеся, як Дагвуг розділив атом) — комікс
- Три гальванічні елементи типу C
- 1951 Gilbert Toys catalog — каталог іграшок Гільберта

Каталог описував це так: 
|  | Створює захопливі явища! Дозволяє вам бачити шляхи електронів і альфа-частинок, що пролітають зі швидкостями більше ніж 10 000 миль за секунду! Електрони переміщаються на фантастичних швидкостях, утворюючи тонкі, складні траєкторії електричної конденсації, за якими цікаво спостерігати. Спостереження за туманною камерою допомагає людині спостерігати за атомами!Оригінальний текст (англ.) Produces awe-inspiring sights! Enables you to actually SEE the paths of electrons and alpha particles traveling at speeds of more than 10,000 miles per SECOND! Electrons racing at fantastic velocities produce delicate, intricate paths of electrical condensation – beautiful to watch. Viewing Cloud Chamber action is closest man has come to watching the Atom! |